# Masayuki Maegawa
Masayuki Maegawa (japanisch 前川 正行 Maegawa Masayuki; * 20. Juni 1984 in der Präfektur Mie) ist ein ehemaliger japanischer Fußballspieler.

## Karriere
Maegawa erlernte das Fußballspielen in der Schulmannschaft der Higashi Fukuoka High School. Seinen ersten Vertrag unterschrieb er 2003 bei den Kyoto Purple Sanga. Der Verein spielte in der höchsten Liga des Landes, der J1 League. Am Ende der Saison 2003 stieg der Verein in die J2 League ab. 2005 wechselte er zum Drittligisten Ehime FC. 2005 wurde er mit dem Verein Meister der Japan Football League. Ende 2005 beendete er seine Karriere als Fußballspieler.